# Mamma + Mamma
Mamma + Mamma es una película dramática italiana, dirigida por Karole Di Tommaso y estrenada en 2018. La película está protagonizada por Linda Caridi y Maria Roveran, una pareja de lesbianas que quieren convertirse en madres y luchan con las cargas burocráticas y financieras del sistema de clínicas de fertilidad.
La película se estrenó en el ciclo Alice nella città en el Festival de Cine de Roma en octubre de 2018,antes de estrenarse en salas más amplias a principios de 2019. Fue elegida para distribución internacional por TLA Releasing en el Reino Unido y Strand Releasing en los Estados Unidos. Fue proyectada en varios festivales internacionales de cine LGBT.
Caridi ganó el premio a la Mejor Actuación en un Papel Femenino en el festival Iris Prize de 2019.